# Biserica de lemn din Valea Faurului

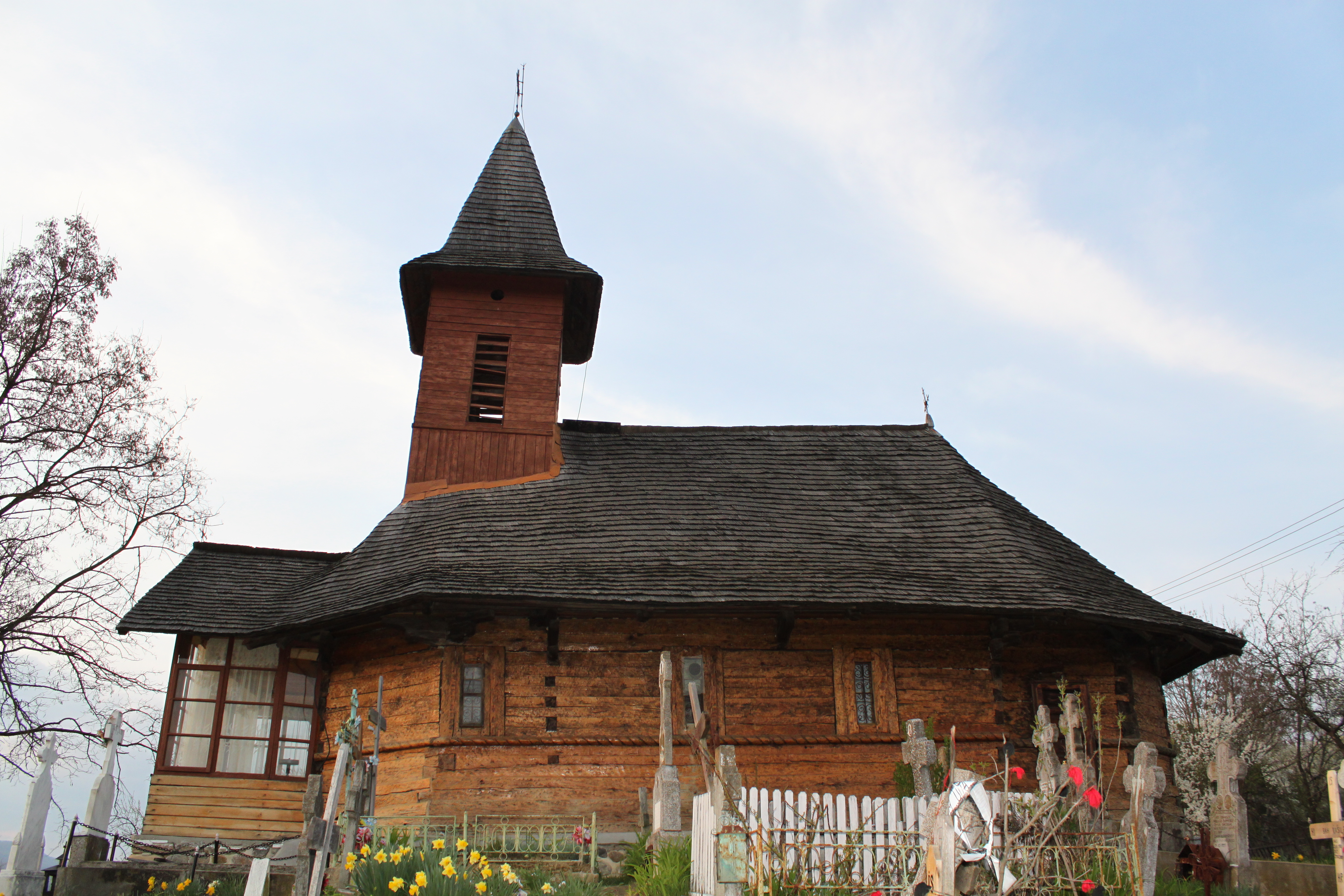
Biserica de lemn din Valea Faurului, județul Argeș. Foto: aprilie 2010

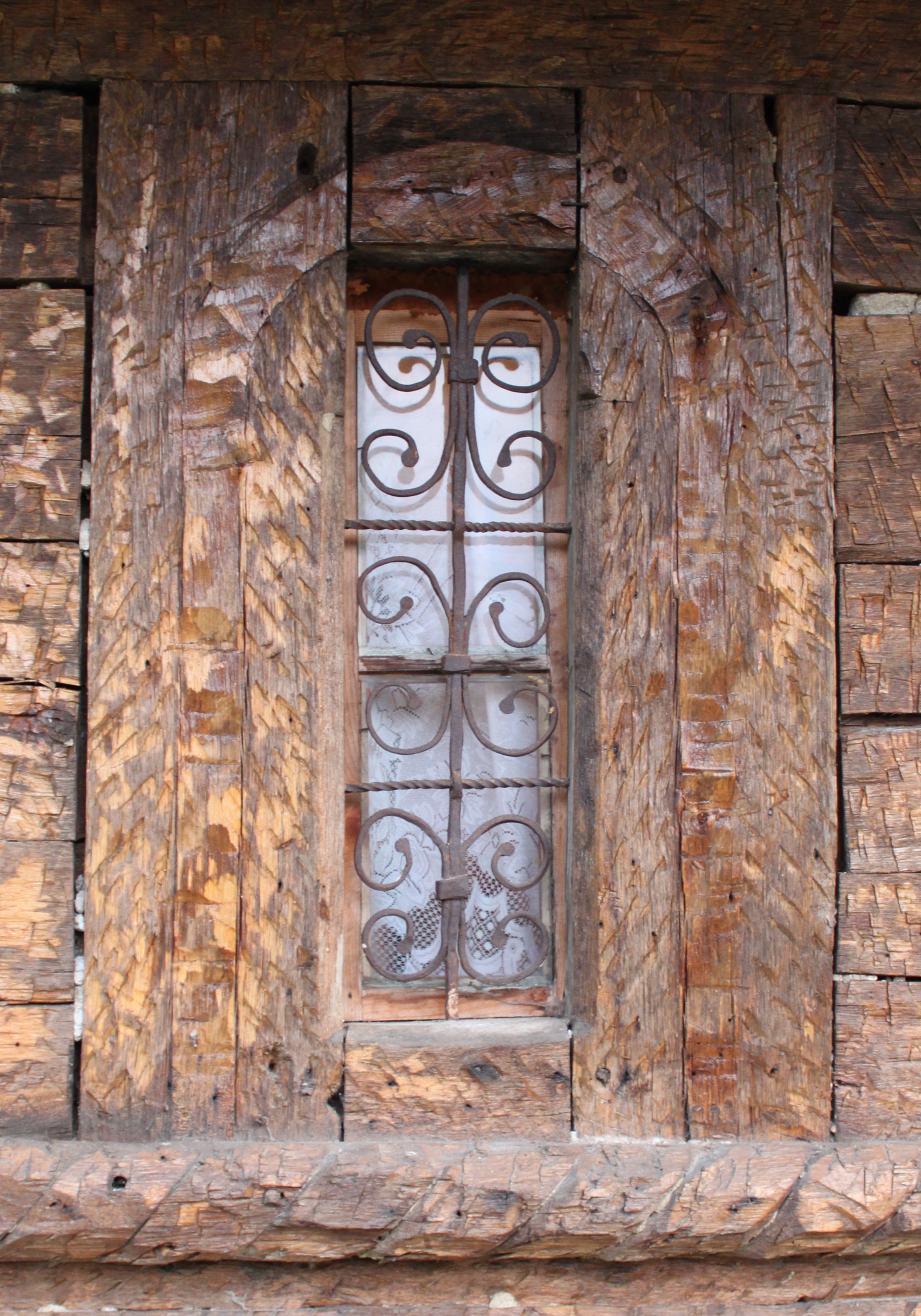
Fereastră la biserica de lemn din Valea Faurului. Foto: aprilie 2010

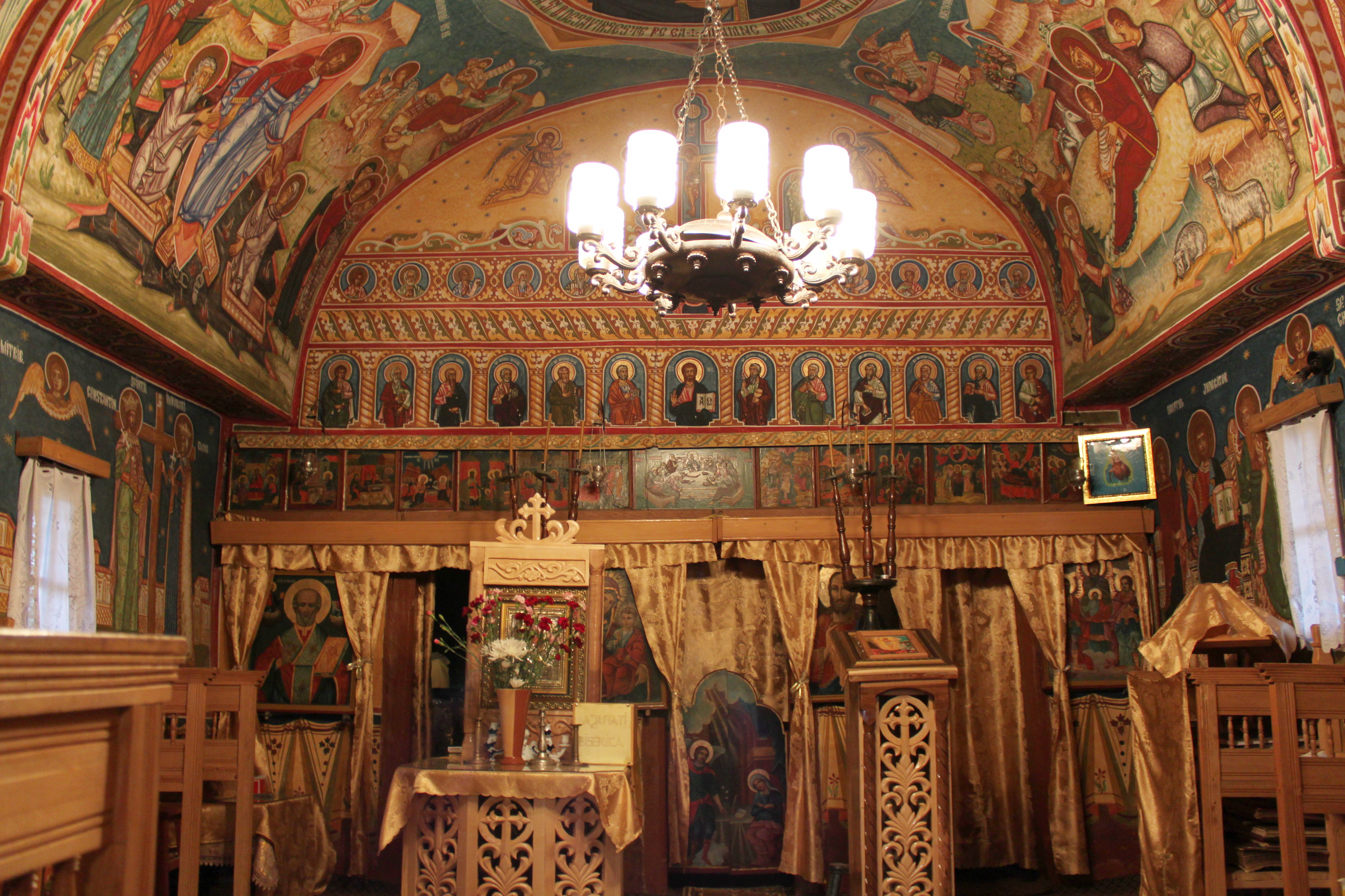
Vedere din naos spre iconostas. Foto: aprilie 2010

Biserica de lemn din Valea Faurului, localizată în satul Valea Faurului, comuna Mușătești, județul Argeș, a fost construită în anul 1727. Hramul bisericii este "Sfinții Voievozi" și este înscrisă pe noua listă a monumentelor istorice LMI 2004 sub codul:  AG-II-m-A-13829.

## Istoric și trăsături
Biserica Sfinții Îngeri este încă în cult, fapt căruia i se datorează nu numai dăinuirea, ci și șantierul de reparații, din 1997. Din pisania ce-i consemna înălțarea, a fost preluat, în cele de renovare, anul 1727, iar pentru ctitori, numele lui Pătru și Radu Mușatescu, dar și Radu și Pârvu. Din catagrafia începutului de veac XIX, aflăm că biserica Sfinții Îngeri a fost făcută pe moșia căminarului Rasti, de către Petru Mușătescu. Același ctitor este atestat, pe frumosul clopot, cu chipurile sfinților de hram, Mihail și Gavril făcut, după slova inscripției, în 1797: "cu toată cheltuiala satului Valea Faurului, ctitori Jupânul Pătru Mușaț, David Dorin". Îl numește, fără îndoială, prin cel din urmă nume, pe ctitorul lucrărilor de renovare, de la finele acelui veac, clopotul constituind o sursă de datare. Se poate pune în seama lucrărilor, atunci efectuate, adăugirea clopotniței, în care scop bolta originară a pronaosului a fost înlocuită prin tavanul drept. În afara remanierii pronaosului, biserica a fost supusă, pe parcursul timpului, și altor reparații și adausuri. Pereții au fost tencuiți, pe afară și pe dinăuntru, în câteva rânduri și în tot atâtea rânduri au fost executate picturi. Deasupra ușii (de intrare) se păstrează, fragmentar, reprezentarea hramului: Soborul Îngerilor, databilă la mijlocul secolului al XIX-lea.
În urma renovării bisericii, efectuată în 1997, la interior a fost retencuită și pictată. La exterior, lucrarea a fost oprită, bârnele rămânând aparente. Și astfel planul pereților, de străveche formă românească, cu altar, decroșat, poligonal (cu cinci laturi) dar și cu pronaos poligonal, a putut fi clar deslușit, în culoarea lemnului. Au fost aduse la lumină: brâul sculptat în "frânghie", iscusitele îmbinări în "coadă de rândunică"; temelia, dispusă în trepte; consolele, cu crestături, pe profil curb, ce sugerează "capul de cal", asemenea celor pe care, la interior, se descarcă arcul boltirii naosului.
Din patrimoniul de icoane, cea mai mare valoare artistică o au cele aflate în pronaos: Soborul arhanghelilor (icoana hramului); Maria Platitera, cu arhanghelii de o parte și alta a tronului; Sfântul Nicolae, cu Iisus și Maria; Deisis, cu Maria și Ioan, alături tronului. În fruntea acestora, vom așeza însă panoul circular cu Maria Platitera și arhanghelii, cu frumusețea originară bine conservată. 
Icoanele, mari, de 0,96 m/0,65 m, aflate în altar, cu reprezentarea Sfântului Ioan și respectiv a Sfântului Nicolae, își mărturisesc data și zugravul, în zapisul platnicului, de pe ultima menționată: "prin evlavia și cheltuiala robului lui Dumnezeu Racoviceanu Apostol, 1838 decembrie 4, Ghermano, ierom(onah)zograf".
Foarte valoroase sunt și icoanele din friza prăznicarelor, cu pictură pe ambele fețe, friză delimitată prin chenare, pe motiv floral, sculptate și pictate. Tematica lor este cea tradițională, exemplificând prin "Cina din Mamvri". Pe praznicul Sfinții Apostoli, este următoarea însemnare: "plătită prin osârdia și cheltuiala robului lui Dumnezeu Ioan, 1808 feb. 15 Ștefan zugrav".